# Norman G. Thomas
Norman Gene Thomas (* 1. Mai 1930 in Alamosa, Colorado; † 19. Mai 2020) war ein US-amerikanischer Astronom.
Thomas arbeitete am Lowell-Observatorium und benutzte einen Blinkkomparator. Er arbeitete zusammen mit Robert Burnham, Jr., dem Autor des bekannten dreibändigen Werkes Celestial Handbook.
Thomas entdeckte 55 Asteroiden, unter ihnen die Apollo-Asteroiden (4544) Xanthus und (4581) Asclepius und der Amor-Asteroid (3352) McAuliffe.
Der Hauptgürtelasteroid (2555) Thomas wurde nach ihm, der Asteroid (2612) Kathryn nach seiner Tochter und der Asteroid (2683) Brian nach seinem ältesten Sohn benannt. Der Asteroid (2684) Douglas ist nach seinem Bruder Douglas B. Thomas benannt, der Physiker am National Institute of Standards and Technology (damals: National Bureau of Standards) war.
Der von ihm entdeckte Asteroid des inneren Hauptgürtels (2764) Moeller ist nach seiner Mutter Sonia Louise Moeller-Thomas benannt. Der von ihm entdeckte Asteroid des inneren Hauptgürtels (2779) Mary wurde nach seiner Frau Maryanna Ruth Thomas benannt. Sie bestimmte in den 1960er-Jahren Positionen von Kometen und Asteroiden im Rahmen des Programms, das von Elizabeth Roemer, nach der der Asteroid (1657) Roemera benannt wurde, initiiert wurde.
Der von ihm entdeckte Asteroid des mittleren Hauptgürtels (2933) Amber ist nach seiner Großmutter Amber Marie Baltutis benannt.